# Subida al cielo
Subida al cielo és una pel·lícula mexicana de Luis Buñuel Portolés estrenada el 1952.

## Argument
Oliverio (Esteban Márquez) i Albina (Carmelita González) són en viatge de noces. El jove s'assabenta que la seva mare és moribunda, i que li ha demanat que vagi a registrar el seu testament a la ciutat. Mentre que els germans d'Oliverio esperen la defunció de la seva mare per percebre l'herència, el jove va a la ciutat amb autocar. Durant el viatge, coneixerà una noia.

## Repartiment
- Lilia Prado: Raquel
- Carmelita González: Albina
- Esteban Márquez: Oliverio Grajales
- Luis Aceves Castañeda: Silvestre
- Manuel Dondé: Eladio Gonzales
- Roberto Cobo: Juan
- Beatriz Ramos: Elisa
- Manolo Noriega
- Roberto Meyer: Don Nemesio Alvarez y Villalbazo
- Pedro Elviro (com Pitouto)
- Pedro Ibarra
- Leonor Gómez: Doña Linda
- Chel López
- Paz Villegas de Orellana
- Silvia Castro
- Paula Rendón
- Víctor Pérez
- Gilberto González